# サン・ピエトロ・ヴィミナーリオ
サン・ピエトロ・ヴィミナーリオ（伊: San Pietro Viminario）は、イタリア共和国ヴェネト州パドヴァ県にある、人口約3,000人の基礎自治体（コムーネ）。

## 地理

### 位置・広がり

#### 隣接コムーネ
隣接するコムーネは以下の通り。
- カルトゥーラ
- コンセルヴェ
- モンセーリチェ
- ペルヌーミア
- トリバーノ

### 気候分類・地震分類
サン・ピエトロ・ヴィミナーリオにおけるイタリアの気候分類 (it) および度日は、zona E, 2411 GGである。
また、イタリアの地震リスク階級 (it) では、zona 3 (sismicità bassa) に分類される。